# Giorgio Ronconi
Pour les articles homonymes, voir Ronconi.
Giorgio Ronconi, né le 6 août 1810 à Milan et mort à Madrid le 8 janvier 1890 , est un baryton italien, créateur de quelques-uns des plus grands rôles de l'opéra italien et notamment de Giuseppe Verdi.

## Biographie
Élève de son père, le ténor Domenico Ronconi (1772-1839) directeur du Théâtre italien à Paris en 1810, ainsi que de Ciro Pinsuti et d'Elizabeth Seguin, Giorgio Ronconi fait ses débuts à Pavie dans le rôle de Valdeburgo dans La Straniera de Vincenzo Bellini en 1831,. Gaetano Donizetti lui confie des premiers rôles lors de plusieurs créations (Maria de Rudenz, Maria Padilla, Maria di Rohan...).
En 1842, il crée le rôle-titre de Nabucco à la Scala de Milan.
Il se retire de la scène en 1867 et meurt à Madrid en 1890.
Selon les témoignages de l'époque, notamment Chorley, sa voix était assez médiocre avec un ambitus limité et un timbre quelconque, mais Ronconi compensait ces qualités vocales par un immense talent et une interprétation intense qui lui valurent l'estime de Verdi.

## Principaux rôles
Il a créé les rôles de :

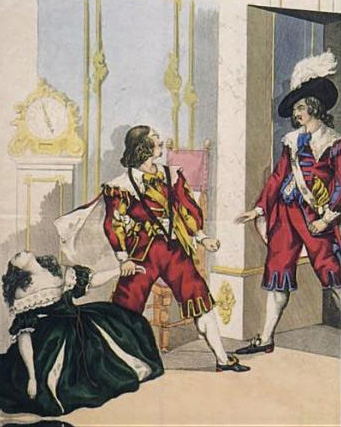
Eugenia Tadolini, Carlo Guasco et Giorgio Ronconi dans la scène finale de Maria di Rohan de Donizetti lors de la création mondiale à Vienne le 5 juin 1843

- Cardenio dans Il furioso all'isola di San Domingo de Gaetano Donizetti (1833, Teatro Valle de Rome)[1],[2] ;
- Torquato Tasso dans Torquato Tasso de Gaetano Donizetti (1833, Teatro Valle de Rome)[1],[2] ;
- Memmo dans Francesca Donato de Saverio Mercadante (1835, Teatro Reggio de Turin) ;
- Enrico dans Il campanello di notte de Gaetano Donizetti (1836, Teatro Nuovo de Naples)[1],[2] ;
- Nello dans Pia de' Tolomei de Gaetano Donizetti (1837, La Fenice de Venise)[1],[2] ;
- Corrado di Waldorff dans Maria de Rudenz de Gaetano Donizetti (1838, La Fenice de Venise)[1],[2] ;
- Don Pedro dans Maria Padilla de Gaetano Donizetti (1841, Scala de Milan)[1],[2] ;
- Nabucco dans Nabucco de Giuseppe Verdi (1842, Scala de Milan) ;
- Enrico di Chevreuse dans Maria di Rohan de Gaetano Donizetti (1843, Kärntnertor-Theater de Vienne)[1],[2].

Il a eu pour élèves Catherine Hayes, Ferdinand Sieber, Lorenzo Abrunedo, Nina Alexandrowna Friede.